# 정성 (고려)
정성(鄭成, ?~?)은 고려의 관리이다.

## 생애
1010년, 거란이 40만 군을 이끌고 고려의  흥화진을 포위하자, 진사호부낭중(鎭使戶部郎中)으로서 양규(楊規), 이수화(李守和) 등과 함께 흥화진을 사수하는 동시에 포위를 풀게 했다.
1011년에는 흥화진사(興化鎭使)로서 압록강을 건너 철수하는 거란군을 후면에서 공격해 많은 거란군들에게 피해를 입혔다.

## 대중 문화
영상 매체에서 정성을 연기한 배우는 다음과 같다.
- 김산호: 《고려 거란 전쟁》(2023년~2024년)